# Elio Grazioli
Elio Grazioli (Fara Gera d'Adda, 12 gennaio 1954) è uno scrittore, critico d'arte e curatore italiano.

## Biografia
Elio Grazioli è un critico d'arte contemporanea e di fotografia. Dal 1981 al 1989 è redattore della rivista d'arte contemporanea “Flash Art” (pubblicata da Giancarlo Politi editore di Milano). A partire dal 1982 comincia a collaborare e poi a curare esposizioni e cataloghi d'arte contemporanea. Dal 1998 al 2001 è direttore della rivista d'arte contemporanea "Ipso Facto" (pubblicata da RadiciNylon editore di Bergamo). Dal 1990 al 2008 insegna Storia dell'arte contemporanea all'Istituto Europeo di Milano. Insegna Storia dell'arte contemporanea e Teoria e storia della fotografia all'Università di Bergamo e Storia dell'arte contemporanea all'Accademia di Belle Arti di Bergamo. Nel 2004 fonda insieme ad Aurelio Andrighetto, Dario Bellini e Gianluca Codeghini la Warburghiana.

## Attività
L'attività di Elio Grazioli si concentra sull'arte contemporanea e la fotografia. Nel suo lavoro vi è anche una grande attenzione verso gli scritti prodotti dagli artisti. È protagonista nella produzione di opere d'arte della Warburghiana.

### Curatela di esposizioni
Dal 1996 al 1999 collabora nella curatela di quattro edizioni delle esposizioni e convegno Il punto e nel 2004 cura con Hou Hanrou l'ottava edizione di Arte all'Arte promossi dalla Galleria Continua di San Gimignano. Dal 2007 cura il festival Fotografia Europea Reggio Emilia
Tra gli artisti che presenta in esposizioni da lui curate vi sono Marina Ballo Charmet, Giorgio Barrera, Nunzio Battaglia, Davide Bramante, Gianluca Codeghini, Paola Di Bello, Carlo Fei, Stefano Graziani, Armin Linke, Moira Ricci, Fabio Sandri, Simone Schiesari, Marco Signorini, Alessandra Spranzi, Franco Vimercati.

### Pubblicazioni
Elio Grazioli è stato redattore della rivista "Flash Art" (1981-1989), direttore della rivista "Ipso Facto" (undici numeri dal 1989-2001) e direttore insieme a Marco Belpoliti della rivista Riga, un semestrale monografico per il quale ha curato i volumi su Marcel Duchamp (n. 5, 1993), Italia (n. 8, 1995), Alberto Giacometti (n. 11, 1996), Pablo Picasso (n. 12, 1996), Italia 2 (n. 17, 2000), Alberto Arbasino (n. 18, 2001), Constantin Brâncuși (n. 19, 2001), Francis Picabia (n. 22, 2003), Kurt Schwitters (n. 29, 2009). Ha tradotto e curato pubblicazioni (tra le quali pubblicazioni di Rosalind Krauss per Bruno Mondadori e Arte e industria pubblicata da Marcos y Marcos del 1996 e Il collezionismo o il mondo come voluttà e simulazione pubblicato da Studio Permanente/a+mbookstore nel 2006), pubblicato articoli e cataloghi d'arte e a partire dal 2010 collabora con la rivista Doppiozero.
- La metà dell'arte, Politi, 1987.
- D'altra parte, edizioni Bacacay, Fara d'Adda, 1993.
- Corpo e figura umana nella fotografia, Bruno Mondadori, 1998.
- Arte e pubblicità, Bruno Mondadori, 2001.
- La polvere nell'arte, Bruno Mondadori, 2004.
- Il collezionismo o il mondo come voluttà e dissimulazione, con Amedeo Martegani e Gianluigi Ricuperati, A-MBookstore, 2006.
- Piero Manzoni, Bollati Boringhieri, 2007.
- Ugo Mulas, Bruno Mondadori, 2010.
- La collezione come forma d'arte, Bruno Mondadori, 2012.
- Davide Mosconi: fotografia, musica, design, Doppiozzero, Milano, 2014. ISBN 978-88-97685-39-5